# きみしま青
きみしま青（きみしまあお）は、日本のイラストレーター・原画家。神奈川在住。

## 主な作品リスト

### ライトノベル
- あかね色シンフォニア（一迅社文庫、著：瑞智士記）
- ザ・サード（富士見ファンタジア文庫、著：星野亮）※途中から交代で担当した
- シオンの血族（一迅社文庫、著：杉井光）
- 秋津楓はアたらない!（一迅社文庫、著：西村悠）
- お願いだから、あと五分!（MF文庫J、著：境京亮）
- 妄想少女の観測する世壊（MF文庫J、著：二階堂紘嗣）

### ゲーム
- anemoi（Key） - 原画担当[1]

#### アダルトゲーム
- シオンの血族 〜この不確かな世界と天使たちの輪舞曲〜（catwalk） - 原画担当
- 乙女が紡ぐ恋のキャンバス（ensemble） - 原画担当
- 乙女が紡ぐ恋のキャンバス 〜二人のギャラリー〜（ensemble） - 原画担当
- 桜舞う乙女のロンド（ensemble） - 一部原画担当
- 乙女が奏でる恋のアリア（ensemble） - 一部原画担当
- 乙女が奏でる恋のアリア 君に捧げるアンコール（ensemble） - 一部原画担当
- 恋×シンアイ彼女（Us:track） - 一部原画担当
- 恋する気持ちのかさねかた（ensemble） - 原画担当
- 恋する気持ちのかさねかた 〜かさねた想いをずっと〜（ensemble） - 原画担当
- まほ×ろば -Witches spiritual home-（あかべぇそふとすりぃ） - 一部原画担当
- きまぐれテンプテーション（シルキーズプラス WASABI） - 原画担当
- シャイニー・シスターズ 〜女装主人公アイドルプロジェクト〜（ensemble） - キャラクターデザイン担当
- アインシュタインより愛を込めて（GLOVETY） - 原画担当[2][3]
- アインシュタインより愛を込めて APOLLOCRISIS	（GLOVETY） - 原画担当
- きまぐれテンプテーション2（シルキーズプラス WASABI） - 原画担当

### その他
書籍や、抱き枕カバーなどグッズ、ソーシャルゲームのイラストなども手がけている。